# 映画 妖怪ウォッチ 空飛ぶクジラとダブル世界の大冒険だニャン!
- 妖怪ウォッチ > 映画 妖怪ウォッチ 空飛ぶクジラとダブル世界の大冒険だニャン!
- 妖怪ウォッチ (アニメ) > 映画 妖怪ウォッチ 空飛ぶクジラとダブル世界の大冒険だニャン!

『映画 妖怪ウォッチ 空飛ぶクジラとダブル世界の大冒険だニャン!』（えいが ようかいウォッチ そらとぶクジラとダブルせかいのだいぼうけんだニャン）は、2016年12月17日公開の日本のアニメ映画。テレビアニメ『妖怪ウォッチ』の劇場版第3作である。通常の2Dアニメーションと実写映像（実在俳優+3DCGアニメ妖怪）が適宜混在するシリーズ初の「ハイブリッド映画」となる。同時上映は『スナックワールド 人嫌いのレニー』。
キャッチコピーは「アニメを超える感動がある」。
2016年12月22日に行われた公開記念イベントで「ダブルでギネス世界記録に挑戦だニャン!」が行われ、「外科マスクをつけた最多人数（Most people applying surgical masks）」と「同時にぬいぐるみを抱いている人の最多人数（Most people hugging soft toys simultaneously）」にも認定された。

## ストーリー
さくらニュータウン上空に突如として現れた空飛ぶ巨大クジラ。その巨大クジラの鳴き声によってケータや妖怪たちの姿が実写になってしまう。アニメと実写の世界を行き来しながら、原因を調べようとするが…。

## キャスト

### 声の出演
- 天野景太（ケータ） - 戸松遥
- ウィスパー - 関智一
- ジバニャン、ブシニャン - 小桜エツコ
- コマさん、コマじろう、ヤミキュウビ - 遠藤綾
- USAピョン - 重本ことり
- フユニャン - 梶裕貴
- コアラニャン - 潘めぐみ
- クジラ / 大妖鬼ホゲホエール / クジラマン - 立木文彦
- ロボニャンF型 / アルティメットロボニャン - 坂東尚樹
- オロチ / ヒカリオロチ、メラメライオン - 笹本優子
- キュウビ - 永田亮子
- ノガッパ - 矢部雅史
- ひも爺 - 宮澤正
- バクロ婆 - 佐藤智恵
- コマ母ちゃん - さとうあい
- おならず者 - 日野未歩
- ゆっきーにゃ - 安野希世乃
- ニャーKB - 加藤玲奈、萩原あみ、七瀬亜深
- エンマ大王 - 木村良平
- ぬらりひょん - 子安武人
- カナミ - 浜辺美波

### その他の登場妖怪
ムリカベ
グレるりん
以上、オープニングに登場。

### 実写出演
- 天野景太（ケータ） - 南出凌嘉
- 木霊文花（フミカ） - 渡辺優奈
- 熊島五郎太（クマ） - 澤部佑（ハライチ）
- 今田干治（カンチ） - 福田徠冴
- 未空イナホ（イナホ） - 石井心愛
- エンマ大王[4] - 山﨑賢人
- ぬらりひょん[4] - 斎藤工
- 南海カナミ[5] - 浜辺美波（幼少期：白鳥玉季）※本作オリジナルキャラクター
- エミちゃん[5] - 黒島結菜
- じんめん犬 - 遠藤憲一
- 木下紗枝[5] - 武井咲 ※本作オリジナルキャラクター
- ケータの父 - 戸次重幸
- ケータの母 - 三津谷葉子
- 岩井勇気（ハライチ） ※『おはスタ』タイアップ出演
- 松田沙紀
- 里愛奈
- 中尾百合音
- 萩野友里
- 野村修一
- 諏訪太朗
- 水掛けおばさん - 稲川実代子
- アイクぬわら ※『おはスタ』タイアップでオープニングのみ出演
- 木内舞留 ※『おはスタ』タイアップでオープニングのみ出演

## スタッフ
- 原作 - レベルファイブ
- 製作総指揮・原案 - 日野晃博
- 妖怪＆キャラクターデザイン原案 - 長野拓造、田中美穂
- アートコンセプト - 梁井信之
- 企画設定協力 - 本村健
- 音楽・作曲＆編曲 - 西郷憲一郎
- 脚本 - 加藤陽一、日野晃博
- アソシエイトプロデューサー - 臼杵照裕、奥野敏聡、佐上靖之、川崎由紀夫、沢辺伸政、和田誠、梶原清文
- 製作 - 吉崎圭一、日野晃博、市川南、久保雅一、奥野敏聡、垰義孝、岩村卓、植山義幸、松井正憲、伊藤誠一、山本雅、弓矢政法、都築伸一郎、水野英明、林真司、荒波修、太田哲夫、堀内大示、大野淳二
- プロデューサー - 李尚鎮、古澤泉、長岡道広
- アシスタントプロデューサー - 橋本友宏、金子栄一郎
- キャラクターデザイン - 山田俊也、寺澤伸介
- 総作画監督 - 寺澤伸介、竹内杏子
- 絵コンテ - ウシロシンジ、矢野博之、清水聡、須藤典彦、寺澤伸介、深沢幸司、高橋滋春、高橋ナオヒト
- 演出 - 須藤典彦、髙橋滋春、髙橋ナオヒト、大和田淳
- 作画監督 - 加野晃、牛島勇二、新村杏子、高橋はつみ
- 監督補佐 - 須藤典彦、駒屋健一郎
- 原画 - 吉川真一、加藤真人、安藤正浩、五十嵐直子、牛島勇二、加野晃、窪敏、郷津春奈、齋藤香、沢田正人、柴田篤史、首藤志保里、須賀重行、竹内杏子、橘正紀、立花希望、堤舞、寺野勇樹、土方友希、中原清隆、新岡浩美、富田浩章、藤優子、新里りお、栁田浩史、松原徳弘、松坂定俊、松本文男、丸山隆、渡部由紀子、三井麻未、山内亜紀、森田実、三島千枝、和田高明、音無竜之介、大豆一博、酒向大輔、小栗寛子、小野歩
- 第二原画 - 菊池駿斗、金延姫、神山栄吏、紅野華奈、古和田真弓、酒井強至、佐野みゆき、西山努、山内麻紗未、山﨑微都紀、渡辺はるか、土師龍馬、中山裕美、関本美穂、星野玲香、小竹由莉
- 色彩設計 - 角野江美
- 特殊効果 - 太田憲之
- コンセプトデザイン - 宮崎真一、寺澤伸介
- 美術監督 - 釘貫彩
- 美術設定 - 青木薫、金城沙綾
- 撮影監督 - 柚木脇達己
- 撮影モチーフ - 佐藤麻依
- CGI - オー・エル・エム・デジタル
- CGIプロデューサー - 坂美佐子
- CGIスーパーバイザー - 近藤潤
- CGIディレクター - 小出秀治
- R&Dスーパーバイザー - 安生健一
- CGIリードデザイナー - 久保田哲也
- 編集 - 小野寺絵美
- 編集助手 - 堂山紗苗
- 編集スタジオ - ジェイ・フィルム
- 音響監督 - はたしょう二
- 音響効果 - 三井友和（サウンドボックス）
- 音響制作 - サウンドチーム・ドンファン
- 音響制作担当 - 有馬加奈子
- アニメーションプロデューサー - 井上たかし
- アニメーション制作 - OLM TEAM INOUE
- 監督 - ウシロシンジ
- 配給 - 東宝
- 製作 - 映画『妖怪ウォッチ』プロジェクト2016（レベルファイブ、電通、小学館、東宝、オー・エル・エム、バンダイ、テレビ東京、テレビ愛知、テレビ大阪、TVQ九州放送、テレビ北海道、テレビせとうち、KADOKAWA、キッズステーション、ジェイアール東日本企画、小学館集英社プロダクション、エイベックス・ミュージック・クリエイティヴ、BIGFACE、GYAO）

### 実写パート
- プロデューサー - 坂美佐子、前田茂司
- 撮影 - 神田創
- 照明 - 佐藤宗史
- 録音 - 柳屋文彦
- 美術 - 佐久嶋依里
- 編集 - 神谷朗
- 助監督 - 佐伯竜一
- 制作担当 - 鈴木勇、田島啓次
- 監督助手 - 目黒啓太、小菅規照
- 監督 - 横井健司

## 主題歌
オープニングテーマ「ゲラゲラポーのうた」（映画オープニングバージョン）
作詞 - motsu / 作曲・編曲 - 菊谷知樹 / 歌 - キング・クリームソーダ
エンディングテーマ「ピアノの音色」
作詞 - 高木貴司 / 作曲・編曲 - 菊谷知樹 / 歌 - マイコ
「ようかい体操第一」（映画エンディングバージョン）
作詞 - ラッキィ池田 & 高木貴司 / 作曲 - 菊谷知樹 / 編曲 - 日比野裕史 / 歌 - キング・クリームソーダ

## 地上波放送での特別番組
公開前日の2016年12月16日、テレビ東京は通常放送枠の時間帯で「それも妖怪のせい!? 実写ケータの熱い一日」と題して実写版の主演を務める南出凌嘉をメインキャストとする特別番組を放送。
ジバニャンたちと共に、妖怪に憑りつかれた有名人たちとガチバトルと交わし、映画第3弾の（秘）映像を公開する内容。出演は他にYouTuberのヒカル、アニマル浜口、浜口京子と映画でも競演する遠藤憲一。
BSジャパンでは公開初日の12月17日7時から7時30分に放送された。

## テレビ放送
次作『映画 妖怪ウォッチ シャドウサイド 鬼王の復活』の公開を記念する形で、テレビ東京で2017年12月9日の11時03分から12時57分（JST）に地上波初放送。また、福島中央テレビでも歴代映画作品を年末年始に放送した。